# Максим (патриарх Болгарский)
Патриа́рх Макси́м (в миру Марин Найденов Минков; 29 октября 1914, Орешак, Ловечская область — 6 ноября 2012, София) — епископ Болгарской православной церкви; с 4 июля 1971 года по 6 ноября 2012 года — патриарх Болгарский, митрополит Софийский.

## Биография
Родился 29 октября 1914 года в селе Орешак около города Трояна в семье ремесленника. Учился в школе в родном селе. В возрасте 12 лет родители отдали сына послушником в Троянский монастырь.
С 1929 года по 1935 год учился и с отличием окончил Софийскую духовную семинарию.
13 декабря 1941 года митрополитом Ловчанским Филаретом (Панайотовым) пострижен в монашество с именем Максим в честь святого Максима Исповедника. 19 декабря митрополитом Врачанским Паисием (Анковым) в семинарском храме Святого Иоанна Рыльского рукоположён в сан иеродиакона.
В 1942 году окончил богословский факультет Софийского государственного университета имени святителя Климента Охридского.
После недолгого служения митрополичьим диаконом в городе Ловече был назначен учителем-воспитателем Софийской духовной семинарии. На этой должности иеродиакон Максим находился с 1942 по 1947 год.
14 мая 1944 года в Черепишском монастыре, куда была эвакуирована Софийская духовная семинария, митрополит Врачанский Паисий рукоположил иеродиакона Максима в иеромонаха.
12 июля 1947 года по решению Святого синода Болгарской православной церкви возведён в сан архимандрита и назначен протосингелом Доростоло-Червенской митрополии.
С 1950 года по конец 1955 года архимандрит Максим был настоятелем Болгарского подворья в Москве. В то время такая должность требовала исключительного такта и дипломатичности в общении со светскими властями. Высокую оценку служению архимандрита Максима на Болгарском подворье в Москве дал патриарх Московский и всея Руси Алексий I.
После возвращения на родину архимандрит Максим был назначен главным секретарём Священного синода Болгарской церкви. Эту должность он занимал до 1960 года.
30 декабря 1956 года в патриаршем соборе святого Александра Невского был хиротонисан в викарного епископа Браницкого.
30 октября 1960 года Ловечское епархиальное собрание единодушно избрало епископа Максима своим архипастырем, а 20 ноября он был утверждён митрополитом Ловчанским. За время его служения в епархии, несмотря на тяжёлую политическую обстановку, было построено и освящено несколько новых храмов.
После смерти Болгарского патриарха Кирилла в 1971 году, был избран наместником-председателем Священного синода, а 4 июля 1971 года на Церковно-народном соборе он был избран и интронизован патриархом Болгарским и митрополитом Софийским.
В 1974 году совет Софийской духовной академии присудил патриарху Максиму за богословские труды учёную степень доктора богословия «honoris causa». К 60-летию патриарха Максима Синодальное издательство в Софии выпустило сборник его трудов «На ниве Господней» (София, 1975). В книгу вошли слова, речи и статьи патриарха Максима за 1950—1974 годы.
В 1992 году правительство, сформированное Союзом демократических сил, который считал патриарха Максима «коммунистическим подпевалой», спровоцировало раскол в церкви, поставив под сомнение легитимность его интронизации, и создало альтернативный синод во главе с митрополитом Неврокопским Пименом (Эневым), который вскоре незаконно отправил патриарха Максима в отставку. Большинство болгарских верующих не ушли в раскол, но часть епископов, священников и мирян отпали. Новая церковная организация была признана правительством, в отличие от канонической церкви, не имевшей признания. Начался длительный конфликт с имущественными спорами, взаимными анафемами и рядом неудачных попыток примирения. Лишь в 1998 году Всеправославный собор собрался в Софии, подтвердил легитимность патриарха Максима и принял покаяние большой части отколовшихся епископов и священников, возвратив их в лоно Церкви.
В 2004 году, в канун 90-летия патриарха, болгарский президент Георгий Пырванов вручил ему орден «Стара Планина» I степени.
18 января 2008 года встретился с президентом России Владимиром Путиным в соборном храме Александра Невского города Софии. Патриарх подарил специально писанную для президента икону святого царя Бориса I, крестившего Болгарию.
Проходивший с 14 по 17 мая 2008 года VI Церковно-народный собор постановил, что 94-летний патриарх Максим останется главой Болгарской православной церкви, потому что православные каноны не позволяют смещать патриарха в связи с его преклонным возрастом. 18 мая было сообщено, что на время болезни патриарха Максима полномочия предстоятеля Болгарской церкви передаются правящему епископу Варны — митрополиту Варненскому и Великопреславскому Кириллу (Ковачеву), который исполнял обязанности главы Болгарской церкви до кончины патриарха Максима, так как патриарх был тяжело болен. Последние недели жизни патриарх Максим провёл в софийской правительственной больнице «Лозенец».
Скончался 6 ноября 2012 года на 99-м году жизни после тяжёлой и продолжительной болезни. Похоронен 9 ноября 2012 года в Троянском монастыре.
Покойный патриарх не имел личных банковских счетов, каких-либо сбережений, личных ценных предметов и недвижимого имущества. Его имуществом можно назвать лишь те предметы, которые он приобрёл на собственные деньги: это книги, наручные часы «Луч» и старая печатная машинка «Континенталь», которую он купил у знакомого адвоката в 1968 году. «Мерседес», на котором ездил патриарх Максим, был выпущен в 1991 году.

## Награды
- Орден «Народная республика Болгария» I степени (1974)
- Орден «13 веков Болгарии» (1985)
- Орден «Стара планина», I степени, «за большие заслуги в духовной жизни болгарского народа, за мудрое управление делами Болгарской православной церкви и по поводу 90-летия» (2004)
- Почётный гражданин Трояна (2005)
- Почётный гражданин Софии (2011)
- Почётный гражданин Ловеча (2012)